# Яковленко, Сергей Иванович
Сергей Иванович Яковленко (3 ноября 1945 года, Ленинград — 5 января 2007 года) — физик, лауреат премии имени А. Н. Крылова (1995).

## Биография
Родился 3 ноября 1945 года в Ленинграде, в семье военнослужащего.
Среднее образование: Нахимовское училище и средняя школа № 738 Москвы, высшее: факультет экспериментальной и теоретической физики МИФИ.

В 1973 году защитил кандидатскую диссертацию, после которой был распределен на работу в теоретический сектор М. А. Леонтовича (Курчатовский институт).
В 1980 году защитил докторскую диссертацию и в 1984 году перешел на работу в ИОФАН в должности заведующего теоретическим сектором.
В 1991 году было присвоено ученое звание профессора.
В 1992 году в ИОФАН был образован Отдел кинетики, который он возглавлял до конца жизни.
Умер 5 января 2007 года.

### Научная и общественная деятельность
Ведущий исследователь в следующих научных направлениях : теория лазерно-индуцированных столкновений; теория плазменных лазеров; компьютерное моделирование фундаментальных свойств кулоновской плазмы; теория лазерного разделения изотопов; теория формирования электронных пучков в плотных газах и убегающих электронов.
В 70-е годы предсказал и теоретически исследовал новый тип элементарных актов, в которых лазерный фотон стимулирует переход сразу в двух электронных оболочках сталкивающихся атомов или молекул, например, передачу возбуждения с поглощением (излучением) фотона.
Яковленко с соавторами открыли новый тип химических реакций, индуцированных лазерным излучением, который был признан открытием и внесен в Государственный реестр под № 379 (1990 г.); и в 1995 году за это открытие был награждён медалью имени П. Л. Капицы.
На протяжении всей своей жизни занимался теорией плазменных лазеров (лазеров с переохлажденной по степени ионизации активной средой). В работах Яковленко с соавторами (70-80-е годы) было предложено создавать квазистационарно переохлажденную плазму жестким ионизатором; получено условие инверсии на фотодиссоциативных переходах (до реализации лазеров на этих переходах); разработаны принципы формирования инверсии в рекомбинационном режиме. Эти разработки были подтверждены экспериментально — на их основе был создан комплекс программ «ПЛАЗЕР», использовавшийся в нашей оборонной промышленности и приобретенный Лос-Аламосской национальной лабораторией.
Исследования классической кулоновской плазмы из первопринципов (анализ фундаментальных свойств плазмы на основе результатов численного решения динамических уравнений для систем многих частиц), начатые под руководством С. И. Яковленко в середине 80-х годов, привели к предсказанию возможности метастабильного состояния переохлажденной неидеальной плазмы. За эти работы в 1995 году с соавторами был удостоен премии имени А. Н. Крылова.
В 90-х годах Яковленко с сотрудниками разработал основы теории процессов лазерного разделения весовых количеств изотопа с исходно малым содержанием в естественной смеси.
Под его научным руководством была создана первая в мире коммерческая установка для лазерного разделения изотопов иттербия.
В 2003—2006 годах в работах Яковленко с соавторами было сформировано новое понимание механизма генерации пучка убегающих электронов в газах. 

В частности, ими был получен нелокальный критерий убегания электронов, приводящий к двузначной зависимости «критического» напряжения от произведения давления на расстояние между электродами (кривой ухода), выделяющей область эффективного размножения электронов в заданном газе. В результате достижения параметров, соответствующих верхней ветви кривой ухода, экспериментальной группе В. Ф. Тарасенко (ИСЭ СО РАН, Томск) удалось получить в различных газах при атмосферном давлении электронные пучки субнаносекундной длительности с рекордной амплитудой в сотни ампер.
Член редколлегии журнала «Квантовая электроника» и международной комиссии по проблеме долгоживущих плазменных образований. 

Автор более 450 научных работ, в том числе 6 монографий и более 20 обзоров в ведущих научных и зарубежных изданиях. 

Под его руководством было защищено 13 кандидатских диссертаций и 5 докторских.
В различных журналах и газетах им были опубликованы 22 публицистические, философские, полемические и научно-популярные работы.

## Награды
Премия имени А. Н. Крылова (совместно с С. А. Майоровым, А. Н. Ткачевым, за 1995 год) — за серию работ по теме «Численное моделирование механики многих кулоновских частиц из первопринципов»